# Bussen (film fra 1961)
 For alternative betydninger, se Bussen. (Se også artikler, som begynder med Bussen)
Bussen er en norsk komediefilm fra 1961 skrevet, instrueret og produceret af Arne Skouen. Filmen handler om den hjælpsomme buschauffør Thorvald spillet af Leif Juster og hans gamle bus, Gamla. Filmen var en af de mest populære i norske biografer i 1961.
I 1963 blev den indspillet i en dansk udgave instrueret af Finn Henriksen og med Dirch Passer i hovedrollen.

## Handling
Buschaufføren Thorvald driver en lille buslinie i landsbyen. Bussen han kører er fra 1923, og selv er han så gammeldags, at han tager sig tid til at hjælpe folks langs med linjen uden at tage det så nøje med køreplanen. Det irriterer herredskontorchefen grænseløst, for han har fået et tilbud fra et større udenbys busselskab om at overtage linjen med strømlinet materiel og præcis kørsel. Han får herredsstyret med på det, for ingen af dem tør gå imod fremskridtet. Men det tør jordmoderen og lensmannen. De ved hvad Thorvald betyder for store og små. Og da Thorvald stopper med at køre bus, vågner landsbyen til dåd.

## Om filmen
Filmen blev indspillet på Jar i Bærum fra 21. april til midten af juni 1961. Odd Rohde ledede optagelserne, mens Dagfin Akselsen stod for lyden. Alf Prøysen bidrog med to sangtekster til melodier af filmens komponister, Gunnar Sønstevold og Maj Sønstevold.
Filmen blev meget populær og indtjente 346.800 NOK på kun en uge. Ingen film, hverken norsk eller udenlandsk, havde på det tidspunkt indspillet så meget i en tilsvarende periode. Inden udgangen af året havde den indtjent ca. 1,5 mio. NOK.
Bussen som Juster kørte var en Berliet fra 1924, der oprindeligt tilhørte Ekebergbanen. Fra 1928 var den reservebus, og i 1931 blev den afmeldt. I 1960'erne blev den museumsbus, og siden 1983 har den stået udstillet på Sporveismuseet Vognhall 5 i Oslo. I 1983 blev den igen gjort køreklar og vist ved et arrangement i Oslo i juni.

## Medvirkende
| - Leif Juster ... Thorvald, buschauffør - Lalla Carlsen ... Klara Tallerud, jordmoder - Egil Hjorth-Jenssen ... Hr. Tallerud, ordfører - Tore Foss ... Haugen, lensmann - Lothar Lindtner ... Fjell-Olsen, herredskontorchef - Lasse Kolstad ... Lars, bokser - Synne Skouen ... Kaja - Arve Opsahl ... En måsabjønn | - Frithjof Fearnley ... Krybskytte - Ulf Wengård ... Krybskytte - Olav Bugge ... Krybskytte - Rolf Sand ... Mand med kommentar i kommunehus - Einar Vaage ... Rodolf - Tom Remlov ... Knut - Mette Lange-Nielsen - Egil Lorck | - Bonne Gauguin - Edel Eckblad - Hans Coucheron-Aamot - Henrik Anker Steen - Harald Aimarsen - Randi Brænne - Helga Bakke - Kari Sundby |